# Nabia

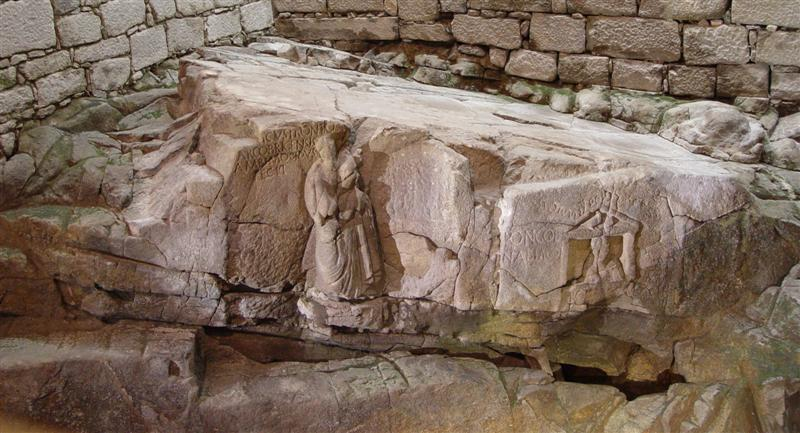
Nabia pe inscripția Fonte do Ídolo din Braga.

În mitologia  lusitană, Nabia este zeița râurilor și a apei. 